# 23783 Alyssachan
23783 Alyssachan è un asteroide della fascia principale. Scoperto nel 1998, presenta un'orbita caratterizzata da un semiasse maggiore pari a 2,3510780 UA e da un'eccentricità di 0,0743760, inclinata di 6,06075° rispetto all'eclittica.